# 전남생명과학고등학교
전남생명과학고등학교(全南生命科學高等學校)는 대한민국 전라남도 강진군 강진읍 교촌리에 있는 공립 고등학교이다.

## 학교 연혁
- 1937년 5월 5일 : 강진공립농업학교(3년제 1학급) 개교
- 1946년 9월 1일 : 강진농림중학교(6년제) 6학급 인가
- 1951년 9월 20일 : 강진농업고등학교로 교명 개칭
- 1979년 9월 15일 : 특수목적고 지정
- 1992년 4월 27일 : 강진농고 부설 전남 농업기계 공동실습소 개소
- 1999년 3월 1일 : 교육부 지정 교육과정 자율운영 실험학교 운영
- 2007년 3월 1일 : 전남생명과학고등학교 교명 변경
- 2011년 11월 23일 : 농업계 마이스터고등학교 지정
- 2013년 3월 1일 : 친환경 농업 마이스터고 개교
- 2021년 9월 1일 : 제28대 정태원 교장 취임
- 2024년 1월 9일 : 제84회 91명 졸업(총 11,915명)
- 2024년 3월 4일 : 2024학년도 78명 입학

## 설치 학과
- 친환경농업경영과
- 친환경축산경영과
- 친환경원예경영과

## 참고 자료
- 전남생명과학고등학교 - 한국교육학술정보원 학교알리미